# 皮利皮 (科洛梅亞區)
48°27′59″N 25°7′7″E / 48.46639°N 25.11861°E

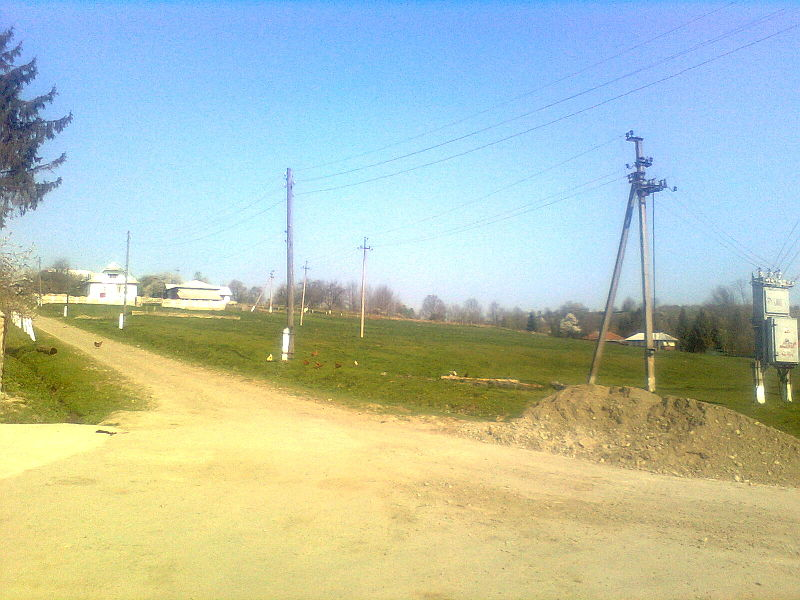

皮利皮（烏克蘭語：Пилипи），是烏克蘭的村落，位於該國西部伊萬諾-弗蘭科夫斯克州，由科洛梅亞區負責管轄，處於別列濟夫卡河畔，面積11.54平方公里，2001年人口623。